# Magyar Nemzet (1938–2018)
Magyar Nemzet – węgierski dziennik wydawany w latach 1938–2018. Był pismem o orientacji konserwatywnej.
6 lutego 2019 nazwę i szatę graficzną dziennika przejęło pismo „Magyar Idők” (zał. 2015).